# Ejido de Cazahuatal
Ejido de Cazahuatal es una localidad del estado mexicano de Morelos. Es parte del municipio de Jiutepec.

## Toponimia
El nombre «Cazahuatal» proviene del náhuatl: cazahuatl, su significado es «Cazahuate».

## Demografía
| Censo | Población |
| ----- | --------- |
| 2000  | 365       |
| 2010  | 662       |
| 2020  | 1037      |